# Charles Bean
Pour les articles homonymes, voir Bean.
Charles Edwin Woodrow Bean, né le 18 novembre 1879 et mort le 30 août 1968, (généralement appelé C. E. W. Bean), est un historien et correspondant de guerre australien de la Première Guerre mondiale.
On se souvient de Bean comme l'éditeur des 12 volumes de l'histoire officielle de l'Australie dans la guerre de 1914-1918 et il joue un rôle important dans la création du Mémorial australien de la guerre, ainsi que dans la création et la vulgarisation de la légende ANZAC.

## Biographie

### Jeunesse et éducation
Bean, né à Bathurst en Nouvelle-Galles du Sud, est le fils du pasteur Edwin Bean, directeur du All Saints 'College. La mère de Bean, Lucy Madeline Bean, est née Butler en 1852 et est morte le 18 mars 1942. Le couple a trois fils : Charles Edward Woodrow Bean, MA, BCL (18 novembre 1879-30 août 1968); Dr John Willoughby Butler Bean BA, MD, B.Ch. (1er janvier 1880-1969), qui est médecin; et Montague Butler Bean (1884–1964), qui est ingénieur.
Les deux parents de Bean vivent leurs dernières années à Sandy Bay Road, Hobart, en Tasmanie, dans l'État où sa mère est née. Le père de Bean, Edwin Bean, meurt en 1922. Dans une nécrologie, le fils décrit les réalisations de son père, qui sont nombreuses, ainsi que ses défauts, élevant l'article à un niveau supérieur à l'éloge habituel.
En 1889, la famille s'installe en Angleterre, où Bean fait ses études, d'abord à la Brentwood School dans l'Essex, dont son père est directeur, puis à partir de 1894 au Clifton College, à Bristol, avant d'obtenir en 1898 une bourse d'études à Hertford College, Oxford, où il passe un MA et un BCL. Il est admis au barreau en 1903.

### Première Guerre mondiale
Après la déclaration de guerre de l'Empire britannique contre l'Empire allemand le 4 août 1914, Bean est nommé correspondant de guerre officiel de la Force impériale australienne en septembre, après avoir été sélectionné pour ce poste par le conseil exécutif de l'Association des journalistes australiens, battant de justesse Keith Murdoch,.

#### Bataille des Dardanelles
Bean débarque dans la baie ANZAC sur la péninsule de Gallipoli à 10 heures du matin le 25 avril 1915, quelques heures après le débarquement par mer des premières troupes, et fournit des rapports de presse sur les expériences des Australiens à cet endroit pendant la plus grande partie de la campagne.
En tant que correspondant de guerre, l'exemplaire de Bean est détaillé et précis, mais il manque le style narratif passionnant des correspondants de guerre anglais comme Ellis Ashmead-Bartlett, qui produit le premier rapport de témoin oculaire du théâtre de la péninsule, qui est publié dans les journaux australiens le 8 mai 1915. Comme la demande de reportages sur les événements de Gallipoli augmente dans le public australien, des journaux nationaux tels que The Age et The Argus cessèrent de publier l'exemplaire de Bean en raison de son style peu attrayant.
Début mai, Bean se rend à Cape Helles avec la 2e brigade d'infanterie pour couvrir la seconde bataille de Krithia. Lorsque la brigade est appelée à avancer en fin d'après-midi le 8 mai 1915, Bean les accompagnent de leur position de réserve jusqu'à la ligne de départ de l'attaque et se retrouve sous le feu ennemi pour la première fois (sous forme d'obus d'artillerie). Il y est recommandé pour la Croix militaire pour sa bravoure sous le feu de l'ennemi lors du sauvetage d'un soldat blessé, mais il n'est pas éligible car son grade militaire n'est qu'honorifique. Alors qu'il est sous le feu de cette action, Bean abandonne son statut d'observateur et s'implique dans la procédure en portant des messages entre le commandant de la brigade, le brigadier général James M'Cay, et des éléments de la formation ; il traverse également le champ de bataille en livrant de l'eau aux hommes dans les conditions de sécheresse et en aidant à transporter les blessés, y compris le commandant du 6e bataillon de l'AIF, le lieutenant-colonel Walter McNicoll.
Dans la nuit du 6 août 1915, Bean est touché à la jambe par une balle turque alors qu'il suit la colonne de la 4e brigade d'infanterie du brigadier-général John Monash au début de la bataille de Sari Bair. Malgré sa blessure, il refuse d'être évacué pour raisons médicales, et poursuit son rôle en rendant compte de la phase finale de la défaite de la campagne mourante de Gallipoli et de l'abandon et du retrait de la péninsule par les forces impériales britanniques.
Bean quitte Gallipoli dans la nuit du 17 décembre 1915, deux nuits avant l'évacuation définitive de l'anse d'Anzac par l'AIF. Il y retourne après la guerre, en 1919, avec la Mission historique australienne.

#### Front de l'Ouest

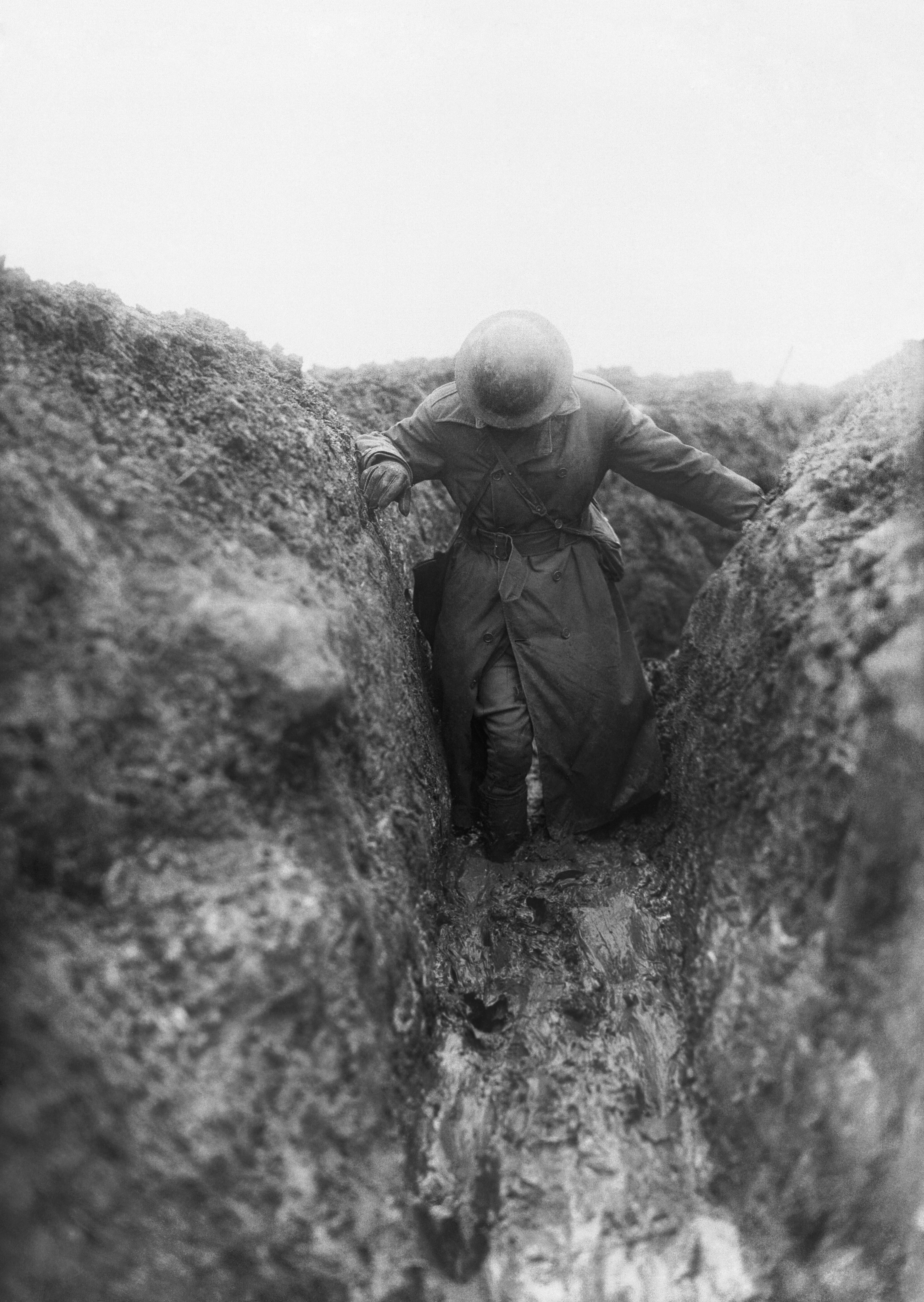
Bean dans la boue de la tranchée Gird près de Gueudecourt dans la Somme en France, pendant l'hiver 1916-1917.

En 1916, Bean accompagne les forces impériales australiennes lors de leur transfert du théâtre d'opérations méditerranéen vers la France après l'échec de la campagne de Gallipoli. Il rend compte de tous les engagements impliquant des troupes australiennes, sauf un, et a observé directement le "brouillard de la guerre", les problèmes de communication entre les commandants des troupes de l'arrière et du front, et entre les unités isolées des troupes du front, et les problèmes technologiques qui existaient au milieu de la guerre pour coordonner les activités des forces d'infanterie avec d'autres armes du service comme l'artillerie, et avec des forces séparées sur chaque flanc des unités engagées. Il a également expliqué en détail comment les récits des troupes de première ligne et des soldats allemands capturés pouvaient parfois être trompeurs quant au déroulement réel des événements, étant donné leur perspective limitée sur le champ de bataille, et aussi sur les effets du choc des obus provenant des tirs d'artillerie dévastateurs.
C'est à l'époque où il travaille avec l'AIF sur le front occidental que Bean commence à réfléchir à la préservation historique des expériences australiennes du conflit avec la création d'un musée permanent et d'un mémorial national de guerre, et la collecte d'un dossier sur les événements. (Parallèlement aux réflexions de Bean dans ce sens, le 16 mai 1917, la section des archives de guerre australiennes a été créée sous le commandement du capitaine John Treloar pour gérer la collection de documents relatifs au conflit et d'importants objets physiques. Aux travaux de la Section s'ajoutent ceux des membres du Corps australien de sauvetage qui sont chargés de localiser les objets jugés d'intérêt historique à partir des épaves qu'ils traitent sur les champs de bataille pour les mettre à la ferraille ou les réparer).
Bean reçoit du gouvernement australien une allocation vestimentaire de 15 livres, qu'il consacre à ce qui allait devenir sa "tenue distinctive". Il est également équipé d'un cheval et d'une sellerie. Le soldat de deuxième classe Arthur Bazley est désigné comme batteur de Bean, et les deux hommes devinrent amis.
L'influence de Bean au sein de l'effort de guerre australien s'accroit au fur et à mesure que la guerre progresse, et il l'utilise pour argumenter sans succès dans les cercles du gouvernement australien contre la nomination du général John Monash au commandement du Corps d'armée australien en 1918. Il exprime des opinions antisémites sur Monash et sur le favoritisme qu'il perçoit dans la manière dont il accorde les promotions. (Monash est juif) et Bean le décrit comme un « Juif arriviste ». Bean provoque la colère de Monash en échange de son incapacité à donner à son commandement la publicité que Monash pensait mériter pendant la campagne de Gallipoli. Bean se méfie de ce qu'il estime être le penchant de Monash pour l'autopromotion, écrit dans son journal : « Nous ne voulons pas que l'Australie soit représentée par des hommes principalement en raison de la capacité, naturelle et innée chez les Juifs, de se pousser en avant ». Bean est favorable à la nomination du chef d'état-major général australien, Brudenell White, le planificateur méticuleux du retrait de Gallipoli ou du général William Birdwood, le commandant anglais des forces australiennes à Gallipoli. Malgré son opposition à la nomination de Monash, Bean reconnait plus tard son succès dans ce rôle, notant qu'il fait un meilleur commandant de corps qu'un brigadier, admettant que son rôle en essayant d'influencer la décision avait été inapproprié.
Le frère de Bean est anesthésiste et sert comme major dans le corps médical sur le front occidental.

### Après-guerre

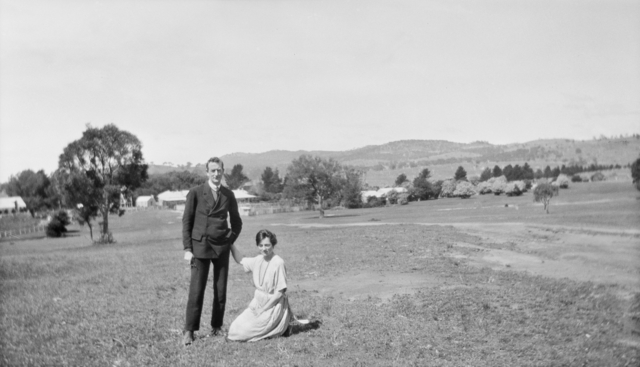
Charles et Effie Bean entre 1919 et 1925.

En 1916, le Cabinet de guerre britannique accepte d'accorder aux historiens officiels du Dominion l'accès aux journaux de guerre de toutes les unités de l'armée britannique combattant de part et d'autre d'une unité du Dominion, ainsi qu'à tous les quartiers généraux qui donnent des ordres aux unités du Dominion, y compris le QG du Corps expéditionnaire britannique. À la fin de la guerre, le Comité de la défense impériale (CID) est moins que disposé à divulguer ces informations, craignant peut-être qu'elles ne soient utilisées pour critiquer la conduite de la guerre. Il faut six ans de persévérance avant que Bean ne soit autorisé à y accéder et trois autres années pour qu'un commis fasse des copies de l'énorme quantité de documents. Bean a donc à sa disposition des ressources qui sont refusées à tous les historiens britanniques qui n'ont pas associés à la Section historique de la CID.
Bean n'est pas disposé à compromettre ses valeurs pour des avantages personnels ou par opportunisme politique. Il n'est influencé par les suggestions et les critiques de l'historien officiel britannique, Sir James Edmonds, concernant l'orientation de son travail. Edmonds rapporte au CID que « le ton général du récit de Bean est déplorable du point de vue impérial ». En raison de sa position dissidente, il est probable que Bean se soit vu refuser des décorations du roi George V, bien qu'il ait été recommandé à deux reprises pendant la guerre par le commandant du Corps d'armée australien. Bean n'est pas motivé par la gloire personnelle ; bien des années plus tard, lorsqu'on lui offre le titre de chevalier, il refuse.

### Mémorial australien de la guerre

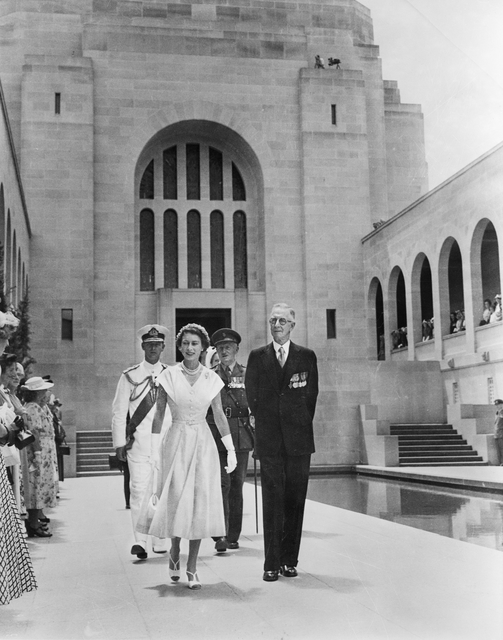
Bean accompagnant la reine Élisabeth II lors de sa visite au Mémorial australien de la guerre le 16 février 1954.

Bean joue un rôle essentiel dans la création du Mémorial australien de la guerre. Après avoir vécu la Première Guerre mondiale en tant qu'historien officiel de la guerre en Australie, il retourne dans son pays, déterminé à mettre sur pied une exposition publique de reliques et de photographies du conflit. Bean consacre une énorme partie de sa vie au développement du Mémorial australien de la guerre, situé à Canberra et qui est aujourd'hui l'une des principales icônes culturelles de l'Australie.
C'est pendant la période passée avec la première force impériale australienne en Europe que Bean commence à réfléchir sérieusement à la nécessité d'un musée de la guerre australien. Un ami proche de Bean à cette époque, A.W. Bazley, se souvient qu'il « a parlé à plusieurs reprises de ce qu'il avait à l'esprit concernant un futur musée australien de la guerre ». Bean envisage un mémorial qui non seulement garderait la trace et conserverait les archives et les reliques de la guerre, mais qui commémorerait également les Australiens qui ont perdu la vie en combattant pour leur pays.
En 1917, sur les suggestions de Bean au ministre de la défense, le sénateur George Pearce, la section des archives de guerre australiennes est créée. L'AWRS est créée pour garantir que l'Australie ait sa propre collection de documents et de reliques de la Première Guerre mondiale en cours. Ce département se charge de la collecte des reliques sur le terrain et de la nomination de photographes de guerre et d'artistes officiels. Un grand nombre des nombreuses reliques collectées, ainsi que des photographies et des peintures produites, peuvent être vues aujourd'hui au Mémorial australien de la guerre. La qualité des peintures de la Première Guerre mondiale est attribuée en grande partie au "contrôle de qualité" exercé par Bean.
La base du bâtiment connu aujourd'hui sous le nom de Mémorial australien de la guerre a été achevée en 1941. Le site web du Mémorial décrit le plan du bâtiment comme « un compromis entre le désir d'un monument impressionnant aux morts et un budget de seulement 250 000 livres sterling ». Le rêve de Bean d'un mémorial en reconnaissance des soldats australiens qui ont combattu pendant la Grande Guerre est enfin réalisé. Cependant, lorsqu'il est réalisé que la Seconde Guerre mondiale était d'une ampleur comparable à celle de la Première, il est entendu que le mémorial devrait également commémorer les militaires de ce dernier conflit, malgré les intentions initiales.
Le Hall de la Mémoire, achevé en 1959, n'aurait pas pu réaliser plus complètement le rêve de Bean de commémoration. Il s'inscrivait dans la ligne de Bean qui estimait que la guerre ne devait pas être glorifiée, mais qu'il fallait se souvenir de ceux qui sont morts au combat pour leur pays. Les principes moraux de Bean tels que celui-ci, et le fait que l'ennemi ne doit pas être désigné en termes péjoratifs, comme beaucoup d'autres, ont grandement influencé l'angle philosophique que le Mémorial australien de la guerre a toujours adopté, et continuera d'adopter.

### Vie personnelle
Bean épouse Ethel Clara "Effie" Young de Tumbarumba le 24 janvier 1921. Elle meurt dans les années 1990.

## Publications
- With the flagship in the South (1909)
- On the Wool Track (1910)
- The Dreadnought of the Darling (1911)
- Flagships Three (1913)
- The Anzac Book (Ed., 1916)
- Letters from France (1917)
- In Your Hands, Australians (1918)
- Official History of Australia in the War of 1914–1918
  - Volume I – The Story of Anzac: the first phase (1921)
  - Volume II – The Story of Anzac: from 4 May 1915 to the evacuation (1924)
  - Volume III – The Australian Imperial Force in France: 1916 (1929)
  - Volume IV – The Australian Imperial Force in France: 1917 (1933)
  - Volume V – The Australian Imperial Force in France: December 1917 – May 1918 (1937)
  - Volume VI – The Australian Imperial Force in France: May 1918 – the Armistice (1942)

(Six autres volumes sont l'œuvre d'autres auteurs, Bean étant impliqué à des degrés divers)
- Anzac to Amiens (1946)
- Here, My Son (1950)
- Two Men I Knew (1957)